# Rose Hawthorne Lathrop
Mère Marie Alphonse
Pour les articles homonymes, voir Hawthorne et Lathrop.
Rose Hawthorne Lathrop, en religion mère Marie Alphonse (Lenox, 20 mai 1851 - New-York, 9 juillet 1926) est une religieuse américaine, fondatrice des Dominicaines de Sainte Rose de Lima et reconnue vénérable par l'Église catholique.

## Biographie

### Jeunesse
Rose Hawthorne naît le 20 mai 1851 à Lenox, dans le Massachusetts. Elle est la fille de l'écrivain Nathaniel Hawthorne et de son épouse l'artiste Sophia Peabody. Sophia est assistée à la naissance par son père le médecin Nathaniel Peabody (en).
À propos de sa fille Rose, Nathaniel Hawthorne écrit à un ami, en comparant la naissance de sa fille à la publication d'un livre : « Madame Hawthorne a publié un petit ouvrage, il y a deux mois, qui est toujours sous forme de feuillets ; quelques bruits dans le monde, de jour comme de nuit. En clair, nous avons une autre petite fille rousse - un petit lutin très vif, fort et en bonne santé, mais qui, pour le moment, ne prétend pas être belle ».
Rose et ses frères et sœurs sont élevés selon une éducation positive. Leurs parents ne croient pas à l'utilité d'une discipline sévère ou des châtiments corporels.
Le 28 juillet 1851, Sophia Hawthorne emmène ses filles Rose et Una chez des parents à West Newton (en), dans le Massachusetts. Rose grandit et habite successivement dans le Massachusetts, à Liverpool, à Londres, Paris, Rome et Florence. La famille revient ensuite à Concord, dans le Massachusetts, en 1860. Là, son frère aîné Julian est inscrit dans une école mixte dirigée par Franklin Benjamin Sanborn. Bien que leur ami, le poète Ellery Channing, ait recommandé aux filles de Hawthorne de fréquenter la même école, aucune d'elles n'y est inscrite. Sophia écrit : « Nous désapprouvons entièrement ce mélange de jeunes filles et de jeunes femmes à l'âge électrique à l'école. Je ne trouve pas d'issue à cet effet pervers, et c'est pourquoi je n'envoie pas Una et Rose dans votre école ». Deux ans après la mort de Nathaniel en 1864, Rose est inscrite dans un pensionnat tenu par Dioclétien Lewis à Lexington, dans le Massachusetts. Elle n'aime pas cette expérience.

### Mariage, conversion au catholicisme
Rose épouse en 1871 l'auteur George Parsons Lathrop (en). Avant ce mariage, Lathrop avait manifesté un vif intérêt pour la sœur de Rose, Una. Leur frère Julian Hawthorne s'inspire du triangle amoureux pour son premier roman, Bressant, en 1873. En 1876, les Lathrops ont un fils, Francis. Rose essaye de devenir auteur à part entière, un peu comme son mari, son père et son frère. Elle publie son roman Miss Dilletante en feuilleton dans le Boston Courier sous la direction de George en 1878 et publie un recueil de poèmes, Along the Shore, en 1888.
Au printemps 1879, Rose et son mari achètent l'ancienne maison de sa famille à Concord, The Wayside, avec un emprunt. Mais leur Francis y meurt de diphtérie à l'âge de cinq ans. Ils quittent alors cette maison. Ils retournent à New York, puis s'installent à New London, dans le Connecticut, George y ayant besoin de soins. Là-bas, ils s'impliquent dans le mouvement des écoles d'été catholiques et collaborent à la rédaction d'un livre intitulé Une histoire de courage: Histoire du couvent de la Visitation à Georgetown.
Rose et George se convertissent tous les deux au catholicisme en 1891. Pour beaucoup de leurs amis, cette conversion est un choc, mais la progression de Rose vers le catholicisme durait depuis plusieurs années. Leurs voyages à travers l'Angleterre, le Portugal, la France et l'Italie ont confronté les époux à l'Église catholique, « souvent mal comprise dans les cercles protestants de la Nouvelle-Angleterre ». Rose évoque sa première expérience du catholicisme à l'âge de sept ans après avoir vu le pape Pie IX à son balcon. Elle dit : « Je suis devenu éloquente à propos du pape et j'ai été récompensée par un cadeau de ma mère : un petit médaillon de lui et un scudo en or avec une excellente ressemblance ».
Après la mort de son fils Francis, son mari George devient alcoolique, et de plus en plus instable. Una le soupçonne d'abuser de Rose. George rivalise aussi avec le frère de Rose, Julian, pour le contrôle de l'héritage de Nathaniel Hawthorne. En 1883, Julian avait envisagé de publier le manuscrit de Dr. Grimshawe's Secret, un manuscrit laissé inachevé par leur père, mais Rose ne croyait pas à l'authenticité et le soupçonne d'être un faux ou un canular. Rose et son frère Julian tentèrent de mettre fin à leur dispute et les Lathrops lui rendirent visite en Angleterre en 1881. Cependant, lors de ce voyage, les époux passèrent de plus en plus de temps séparés l'un de l'autre. Ils se séparent définitivement en 1895 ; George meurt de cirrhose trois ans plus tard.

### Soins aux cancéreux pauvres, infirmière, fondatrice

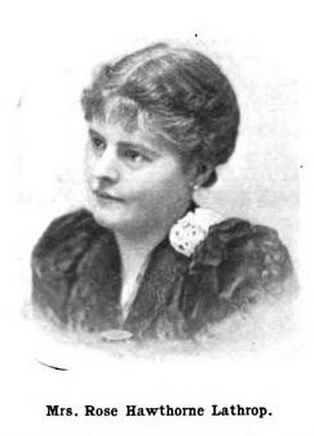
Rose Hawthorne Lathrop en 1897.

Rose Lathrop cherche un but plus important dans sa vie. Elle passe du temps avec des sœurs de la Charité de Saint-Vincent de Paul à Wellesley Hills, dans le Massachusetts. Elle s’inspire de leur devise : « Je suis pour Dieu et pour les pauvres ». Plus tard, elle est inspirée par la mort de son amie Emma Lazarus, qui meurt d'un cancer à l'âge 38 ans. Rose réfléchit qu'au moins son amie était à l'aise et pouvait bénéficier de soins, contrairement aux malades pauvres. Comme source de sa motivation à travailler avec des personnes appauvries et incurables, elle raconte l'histoire d'une jeune couturière qui était trop pauvre pour payer un traitement médical et qui avait dû se faire admettre dans un établissement pour aliénés à Blackwell's Island.
Pendant l'été 1896, Rose Lathrop se forme comme infirmière au New York Cancer Hospital. C'est alors le premier établissement aux États-Unis à dispenser une formation sur le traitement du cancer, alors que les hôpitaux généraux de la ville n'admettent pas de patients cancéreux. Plus tard cette année-là, elle fonde un organisme de bienfaisance baptisé « Sainte Maison de Sœur Rose », du nom de sainte Rose de Lima, pour s'occuper des patients pauvres atteints de cancer. Au début, elle visite les malades chez eux. En octobre 1896, elle loue trois chambres dans un immeuble de la rue Scammel, dans le Lower East Side, quartier pauvre peuplé d'immigrés, avec l'aide d'une assistante nommée Alice Huber. Un prêtre dominicain, le père Clement Thuente, O.P., est témoin de leur travail en février 1899 et les encourage à se joindre à l'ordre dominicain comme tertiaires, membres du Tiers Ordre dominicain,.
Le 8 décembre 1900, Rose Lathrop fonde un nouvel ordre religieux, avec l'approbation de l'archevêque de New York, Michael A. Corrigan. L'ordre est appelé les « Serviteurs du soulagement pour le cancer incurable » ; Rose Lathrop en devient la première mère supérieure, avec le nom de mère Marie Alphonse (Mary Alphonsa). Elle devient connue sous le nom de mère Rose.
L'ordre - maintenant connu sous le nom de Sœurs dominicaines de Hawthorne - ouvre un établissement appelé St. Rose's Home sur Water Street à Manhattan. Cette institution se déplace ensuite vers Cherry Street, avant de s'installer au nord de New York dans l'actuelle Rosary Hill Home à Hawthorne.
Le 8 juillet 1926, Rose Lathrop écrit encore diverses lettres demandant des dons jusqu'à près de 22 heures avant de se coucher. Elle meurt dans son sommeil le 9 juillet 1926, jour qui aurait été le 84e anniversaire de mariage de ses parents. Elle est enterrée dans l'enceinte de la maison-mère des Sœurs dominicaines à Hawthorne, N.Y.

## Reconnaissance

### Hommages
Rose Lathrop reçoit une médaille de l'Institut national des sciences sociales pour « réalisation remarquable » en 1914. En 1925, elle reçoit une maîtrise ès arts honorifique du Bowdoin College. Le 18 avril 1926, le Rotary Club de New York lui décerne une médaille du service comme « soldat de l'amour, amie des pauvres, organisatrice d'une capacité rare, espoir des désespérés ».

### Procédure de béatification
L'association Rose Hawthorne est créée pour promouvoir la cause de béatification et de canonisation de Mère Marie Alphonse. En 2003, le cardinal Edward Egan, archevêque de l'archidiocèse de New York, approuve la procédure en faveur de la béatification et de la canonisation de Rose Lathrop. Elle est reconnue vénérable le 14 mars 2024 par le pape François.